# Kranenburg (Steinhude)
Die Kranenburg war eine Burganlage aus dem frühen 14. Jahrhundert nördlich des heutigen Ortes Steinhude. Sie wurde um 1602 vom angestiegenen Wasserspiegel des Steinhuder Meeres überspült. Die ovale Burganlage hatte die Ausmaße von etwa 90 × 120 m. Die baulichen Überreste liegen gegenwärtig in einer Wassertiefe von 0,5 und 1,5 Meter. Sie bilden die 1982 für die Deutsche Grundkarte kartographierte Untiefe Burg.

## Geschichte
Die Geschichte ist größtenteils nicht bekannt. Als Bauherren oder Burgherren werden in unterschiedlichen Quellen die Bischöfe zu Minden, die Grafen von Schaumburg, aber auch die Grafen von Roden genannt. 1320 wird die Kranenburg in einer Urkunde benannt, in der Graf Adolf VIII. von Schaumburg und Herzog Otto von Braunschweig-Lüneburg sich einigen, im Krieg gegen das Stift Minden die Schlösser Ricklingen, Wunstorf, Bokeloh und Blumenau zu erobern. Herzog Otto soll dabei die Rehburg, Graf Adolf VIII. „ok de Kranenborgh“ (auch die Kranichburg) erobern.
Spätestens um 1600 wurde die Burg infolge der Ausdehnung des Steinhuder Meeres überschwemmt und aufgegeben.

## Archäologische Untersuchungen

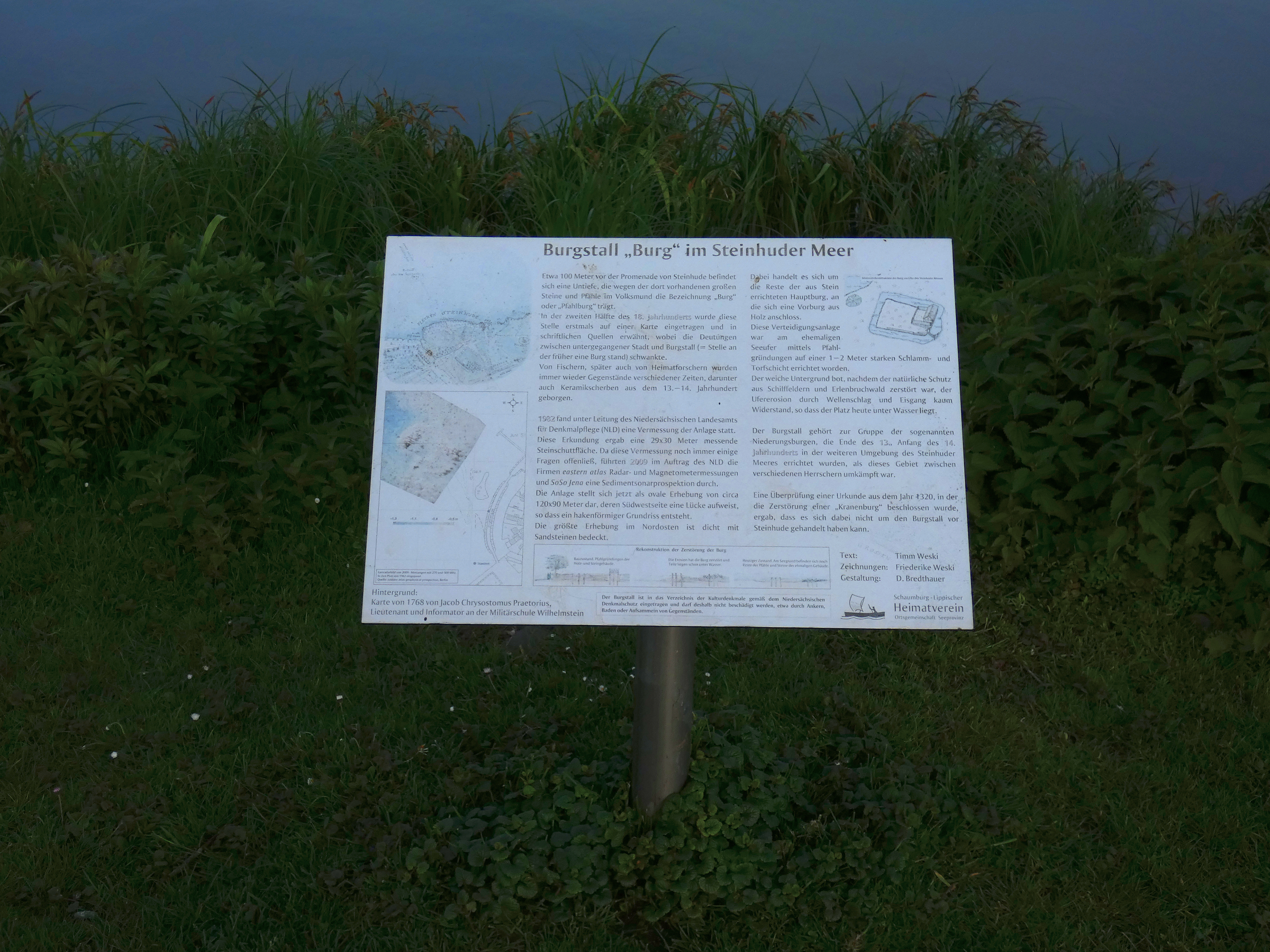
Infotafel zum Burgstall „Burg“ beim Steinhuder Hafen

Um 1766 untersuchte Arthur Conrad Ernsting (1709–1768), ein in Rodenberg tätiger Arzt und Apotheker, die Untiefe. Dabei beschrieb er unter anderem einen Steinplatz, der aus rechteckigen, behauenen Sandsteinen aus dem Wiedenbrügger Berg und Sandschiefer vom Wölpinghäuser Atgeberg bestand. Am Rande des Burggrabens fand Ernsting hölzerne Rammpfähle, die bodengleich gesetzt waren.
1885 wurden diverse Funde geborgen, darunter Keramikstücke aus dem 13. und 14. Jahrhundert, zwei Spinnwirtel, verziegelter Hüttenlehm, Holzkohle und Tierknochen. Der Archäologe Carl Schuchhardt übergab sie 1905 dem heutigen Niedersächsischen Landesmuseum Hannover.
1982 fand mit Hilfe von Tauchern, die die Reflektoren hielten, und einem Tachymeter an der Uferpromenade eine Nachvermessung der Untiefe für die Deutsche Grundkarte statt.
Bereits Anfang der 1950er Jahre sowie 2003 wurden Schifffahrtshindernisse von der Untiefe entfernt, darunter insbesondere Pfähle, aber auch Steine.
Im Sommer 2009 fand im Auftrag des Niedersächsischen Landesamtes für Denkmalpflege eine Untersuchung der Untiefe mit geophysikalischen Methoden (Geomagnetik, Georadar und Sedimentsonar) statt. Diese zeigte deutliche Konturen im Flachwasser.